# Brenno (titolo)
Brenno è un titolo onorifico dato ai condottieri di etnia celtica.
La radice del nome Brenno (o Brennus nell'accezione latina) può significare in celtico corvo. I druidi in caso di guerra riunivano la tribù ed eleggevano il condottiero, il Brennus.
Inoltre era usanza tra le popolazioni celtiche utilizzare come nomi propri i nomi degli animali, per sottolineare un tratto fisico o del carattere, legato allo spirito primordiale della natura, come ad esempio Hirpus il lupo, Cycnus il cigno o Moccus il cinghiale. Anche Brennan o Bran, il dio celtico della guerra, era spesso rappresentato dallo spirito animalesco del corvo e veniva ricordato come il Corvo Benedetto.
Secondo alcuni autori, invece, data la grande personalità di Brenno (condottiero vissuto nel IV secolo a.C.), in seguito il nome proprio avrebbe preso il significato di capo (in celtico Brehin) nello stesso modo in cui, ad esempio, anche il nome Cesare fu utilizzato da altre culture per designare le più alte cariche in diverse fasi storiche (come Kaiser o Zar).